# 화성 광상
화성 광상(火成鑛床, igneous deposits) 또는 화상 광상은 퇴적 광상, 변성 광상과 함께 광상의 한 종류이다. 화성활동에 의해 생성된다. 화성광상은 마그마가 냉각되어 화학조성에 따라 분리되는 과정 중 유용광물이 농집되어 형성된다. 화성광상은 지각 전체의 95%를 차지하고 있는 만큼 화성 광상 또한 지구의 광물 자원의 종류에 큰 영향을 끼친다. 화성 광상의 종류는 다른 광상에 비해 더 다양하다.

## 종류

### 정마그마 광상
- 생성 : 조암 광물이 분리되지 못하고 밀도 차에 의해서 마그마 상태로 가라앉아 굳어졌다.
- 마그마가 냉각되어 고결될 때 휘발성이 없는 자철석, 티탄철석 등의 금속산화물은 냉각되는 마그마 중에서 가장 먼저 정출된다. 이들 광물 등은 비중이 크므로 침강하여 마그마챔버의 하부에 집중되어 층상 또는 렌즈상의 광상을 만든다. 이와 같이 마그마 고결의 초기인 정마그마 시대에 형성된 광상을 정마그마광상 또는 협의의 화성광상이라고 한다. 이 광상은 800°C 이상의 온도에서 형성되며 보통 마그네타이트, 일메나이트, 크롬철석, 백금, 니켈 등의 광상이 만들어진다.

### 페그마타이트 광상
- 생성 : 굳어지지 않은 마그마가 이미 생성된 화강암의 틈새를 흐르면서 생성되었다.
- 마그마가 냉각됨에 따라 조암광물들이 정출되고 화성암이 거의 만들어지면 마그마의 잔액에는 규산분과 휘발성성분이 증가하게 된다. 이대 잔액에는 베릴륨(Be), 탄탈륨(Ta), 리튬(Li), 우라늄(U) 등의 희귀원소들이 포함되게 되며 이 휘발성성분이 주위의 암석을 뚫고 나가서 페그마타이트를 만든다. 이러한 잔액은 유동성이 크므로 석영, 장석, 운모 등의 큰 결정을 정출시키고 희원소를 광물성분으로 침전시켜 광상을 만든다. 이와 같이 마그마의 잔액이 주위의 암석을 뚫고 나가서 페그마타이트를 만드는 시기를 페그마타이트시대라 하며 이 시대에 생성된 광상을 페그마타이트광상이라 한다. 이 광상의 생성온도는 575°C~750°C이다.

### 기성광상
- 생성 : 아직 굳어지지 않은 마그마가 주변의 수증기나 휘발 성분과 반응하여 생성되었다.
- 페그마타이트 시대를 지나 생성중에 있는 화성암과 마그마가 더 냉각되면 수증기를 주로 하는 휘발성성분인 H2O, B, Cl, F, S, H2S, SO2등이 최대량에 달하고 증기압도 최대로 되어 주위의 암석을 뚫고 활발하게 침투해들어간다. 이때가 기성시대이며 이 시대에는 휘발성성분의 작용으로 금속류는 휘발성의 불화물과 염화물로 침전되어 광상을 만든다. 이렇게 만들어진 광상을 기성광상이라하며 석석(Cassiterite), 휘수연석(Molybdenum), 철망간중석(Wolframite), 회중석(Sheelite), 형석(Flourine) 등의 광상이 이에 속한다.
- 마그마가 지표부근의 석회암이나 백운암 등의 석회질 암을 관입하였을 때는 휘발성성분은 이와 격렬하게 반응하여 교대작용을 일으켜 석류석, 투휘석, 규회석 등과 같은 Ca 성분이 많은 Skarn광물을 생성한다. 이와 같은 작용을 접촉변성작용이라 하며 일반적으로 교대작용도 수반된다. 기성시대에 이러한 작용에 의하여 만들어지는 광상을 접촉교대광상이라 한다.

### 열수 광상
- 생성 : 조암광물이 높은 온도의 물이나 수용액과 같은 열수에 의해 분리되어 생성되었다.
- 마그마 분화과정의 후기에 휘발성성분과 수증기가 물의 임계온도인 374°C 이하로 냉각되면 여러 가지 성분이 녹아있는 열수로 변하게 되며 이 시기를 열수시대라 한다. 이 열수 시대에는 모암과의 반응이 촉진되어 여러형태의 모암변질이 일어나며 Au, Cu, Pb, Zn, Sb, Ag, Mo, W 등의 유용광물이 침전되어 열수광상이 생성된다. 이 광상은 광액의 온도에 따라 심열수, 중열수 천열수, 최천열수, 제노서멀광상으로 구분된다.

## 마그마의 생성
대륙 지각은 평균 두께는 약 35km인데 반해 해양지각은 고작 7~10km에 불과하다. 대륙지각은 기본적으로 백립암과 화강암을 기본으로 하여 굉장히 다양한 종류의 변성암과 화성암으로 구성된 몸체 위를 얇은 퇴적암 층이 덮고 있는 것으로 이해할 수 있다. 해양지각은 기본적으로 현무암과 반려암으로 되어있다. 둘 다 감람암이 주성분인 맨틀 위에 떠 있다.
암석은 압력 강하, 성분 변화 (이를테면 물이 추가되는 것 같은), 온도 상승의 과정을 통해서만 녹을 수 있다.
암석을 녹이는 또 다른 기작인 운석 충돌은 오늘날에는 더 이상 중요하지 않으나, 지구 형성 초기의 중력집적 과정(accretion)에서는 광범위한 암석의 용융을 초래했다. 당시 지구의 최외각의 수백 km에 달하는 부분은 마그마의 바다였을 것으로 추정된다. 최근 수 억년 동안 있었던 거대 운석의 충돌은 지구 표면에서 발견할 수 있는 거대한 현무암 용암 지대를 만든 화산활동을 설명하는 원인으로 제시되기도 한다.

## 기타
- 화성 광상은 주로 정마그마 광상만을 뜻할 때가 있다.
- 화상 광상이라는 용어도 통용된다.